# 黑邊
黑邊（英語：Letterboxing），為螢幕中顯示的內容除了正常影像外，兩側或四周多出來的未顯示區域。因該區域為黑色，故稱之為黑邊。黑邊的產生是由於原始影像與螢幕的尺寸規格不同所造成的。

## 概要
在多媒體影像發展的過程中，有提出並制定了幾個基準畫面尺寸。目前可概分為標準、寬螢幕（Vista）、電影寬螢幕（CinemaScope）三種類型，這幾種其畫面尺寸與長寬比各有差異。
電視放送的節目與影片、DVD、影像處理軟體等多媒體製作與畫面顯示尺寸與各種播放機器的規格也以此為基準。對應關係為，標準尺寸比例為4:3、與4:3和16:9之間格式為14:9、寬螢幕則為16:9。對應相對的作品必須有相對應的設備，為解決此問題，產生了幾種畫面轉換技術，其中之一就是留下黑邊。
一般來說，畫面比例（長寬比）為16:9的畫面轉換成4:3畫面，使用黑邊的情形較多，有時也會使用黑邊技術將比16:9更寬的電影寬螢幕畫面轉成16:9的畫面。
有效畫面外出現黑邊的情形有:
- 寬螢幕與電影寬螢幕的影像轉成標準尺寸時上下會出現黑邊，稱為「信箱模式」（Letterbox）：

|  |  |  |
|  |  |  |
|  |  |  |

- 標準尺寸轉換成其他尺寸（主要是寬螢幕）的影像時左右會出現黑邊，稱為「郵筒模式」（Pillarbox）：

|  |  |  |

此外兩種類型會依不同場合，有時在製作影片原檔時就將黑邊加入，也有播放機器自動依信號不同進行轉換的情形。因次當兩者皆進行畫面轉換時，就會有上下左右都出現黑邊的黑框畫面（一般原因是影像來源端出現問題造成）。這情形的专业用語為「窗盒」（Windowbox）。
- 前述「信箱」在16:9寬螢幕畫面上顯示情形：

|  |

- 前述「郵筒」在4:3標準幕畫面上顯示情形：

|  |  |  |

## 黑框畫面的實例

### 電視節目
高解析度放送（Hi-Vision）的為了影像轉換、電影作品等畫面較4:3還寬的影像來源能在類比放送撥放，因此作为手法之一使用了黑邊技術來將畫面轉換成4:3比例。
數位放送則是為了得到黑邊的效果，在影片來源上附加了影片長寬比的資料，使受信端能依此得知該使用何種黑邊技術。寬螢幕電視用的類比與數位調頻器可以使用內含的功能將原始影像寬度擴大1.3倍，並將超出螢幕的部份去除，使其能顯示成16:9畫面（平移和掃描）。
另外若將黑邊處理後的影片進行放大播放時，放大後的影像其解析度會比原始畫面差。原本此技術是要搭配可以放大來源訊號，使畫面放大後解析度也不會下降的 Wide Clear Vision技術為前提而使用的。但隨著現行的無線數位高解析度電視放送的推動，現在已經沒有販售對應Wide Clear Vision技術的機器了。
已於2011年7月24日在日本44都道府縣（日本總務省已經將岩手縣、宮城縣及福島縣停播時間延至2012年3月31日）停止播送的無線及衛星類比電視訊號前，從2009年7月開始，由於大部分的節目都採用高畫質製作，原本一部份的安全線將其一部份的節目改為使用14:9少許黑邊模式或者黑邊模式來播送。隨著類比停播日接近，已於2010年7月5日起除廣告外，所有節目全面改為黒邊模式來播送。
部分以16:9模式播出的电视台在播放4:3模式的节目时，会以静态图片或动画代替黑边。
另外，在中国大陆地区，标清电视频道在2010年前后除一些电视频道的部分包装外包括广告在内的电视节目都采用了这种技术，直到2015年标清频道逐步实现16:9播出而较少使用（不过尚未高清化的一部分地方电视台目前仍在沿用）。

### VHS錄影帶
影片作品基本上都是較標準尺寸的電視還寬，因此上下加黑邊後可以維持原始的長寬比。

### DVD影片
DVD影片上一般都會加上「LB」或「16:9 LB」等標示。DVD影片無論是標準或寬螢幕畫面皆為使用標準解析度（NTSC為720×480）來紀錄，而播放時會根據所付的長寬比資料進行轉換。因此寬螢幕影片在標準尺寸電視上播放時因垂直解析度為360條，會變成上下有黑邊的畫面。
- LB：將寬螢幕（16:9）等比標準尺寸（4:3）寬的影片，在有效畫面上下加黑邊使其能符合標準尺寸畫面比例的記錄方式。
- 16:9 LB：為了將電影寬螢幕（2:1以上）轉換成符合一般寬螢幕尺寸（16:9），因而在其畫面上下加上黑邊的記錄方式。電影寬螢幕影片若使用「LB」記錄方式時會在影片上下加上更長的黑邊。